# Peter Collins
Peter John Collins (* 6. November 1931 in Kidderminster, Worcestershire; † 3. August 1958 in Bonn) war ein britischer Automobilrennfahrer.

## Der Formel-3-Fahrer
Collins war der Sohn eines Automobilhändlers. Bereits als 17-Jähriger erzielte er 1949 seinen ersten Rennsieg in der Formel 3. Auch weiterhin erprobte er sich wie der zwei Jahre ältere Stirling Moss in der europäischen Formel 3 mit 500-cm³-Motoren Anfang der 1950er-Jahre.

## Einstieg in die Automobilweltmeisterschaft mit HWM
1952 unterschrieb er ebenso wie Moss bei HWM, um dort den unterlegenen schwalbenschwanzartigen Wagen zu fahren, dessen Alta-Motor mit 30 PS weniger gegen das Übergewicht des Chassis ankämpfte. Auch 1953 blieb er beim Team, allerdings waren die Chancen nun noch gefallen, da die Autos unzuverlässig waren. Lediglich bei parallel zu den Weltmeisterschaftsläufen, die mit Formel-2-Wagen gefahren wurden, ausgetragenen Rennen erzielte er mit dem zweiten Rang in Les Sables-d’Olonne und beim Eifelrennen auf dem Nürburgring Erfolge.

## Bewährung im Sportwagen bei Aston Martin
Der Teamleiter von Aston Martin, John Wyer, war bereits auf Collins aufmerksam geworden und verpflichtete ihn für die kommenden Jahre bis 1955, wo er für sein Auskommen Sportwagenrennen bestritt und mit dem Aston Martin DB3 bereits 1952 bei dem 9-Stunden-Rennen von Goodwood siegen konnte. Sein Sieg bei der nordirischen RAC Tourist Trophy bescherte seinem Team 1953 sogar den ersten Sieg in der Sportwagen-Weltmeisterschaft. Weitere Podiumsplatzierungen für Aston Martin folgten, wobei der zweite Rang bei dem 24-Stunden-Rennen von Le Mans 1955 den größten Erfolg darstellte.

## Zwischenspiel bei Vanwall und B.R.M.
Doch zuvor startete er mit einem Vanwall bei den Großen Preisen von Großbritannien und Italien, jedoch waren die „englischen Ferrari“ 1954 bei den regulären Rennen noch zu unzuverlässig. Bei denselben Rennen sah man ihn auch 1955 – diesmal allerdings mit einem privaten Maserati, ein weiteres Rennen für B.R.M. war von vornherein mit einem starken Handikap versehen, da der Wagen zu spät zur korrekten Abstimmung eintraf. Ausnahmsweise fuhr er in diesem Jahr auf einem Mercedes 300 SLR an der Seite von Moss die Targa Florio und gewann.

## Erfolge für Ferrari

### Formel-1-Saison 1956
Enzo Ferrari verpflichtete ihn für die Saison 1956, die sein bestes Rennjahr werden sollte. Zwei Rennsiege, in Spa-Francorchamps und in Reims, sowie drei Zweitplatzierungen hielten ihm bis zum Ende der Weltmeisterschaft alle Chancen auf einen Titelgewinn offen, da er punktgleich mit dem Maserati-Piloten Jean Behra dank 22 Zählern nur sieben Punkte hinter Juan Manuel Fangio zurücklag.
Doch als sein Teamkollege Fangio beim Rennen in Monza mit seinem eigenen Wagen infolge eines gebrochenen Lenkhebels ausfiel, wollte die Ferrari-Teamleitung angesichts des auf dem vierten Platz liegenden Behra den an dritter Position fahrenden Ferrari-Piloten Luigi Musso an die Boxen dirigieren, um Fangio als Spitzenpiloten durch den Fahrzeugtausch die notwendigen Punkte zu sichern. Musso verweigerte jedoch vor heimischem Publikum und im Kampf um den Sieg diesen Tausch.
In der 35. Runde fuhr Peter Collins, zu diesem Zeitpunkt auf dem zweiten Rang, zum Reifenwechsel und sah den demoralisierten Fangio; daraufhin bot ihm Collins seinen Wagen an. Fangio wechselte das Fahrzeug und gewann die Weltmeisterschaft. Diese „Fair-Play“-Geste rechnete er Collins genau wie die italienischen Fans hoch an.

### Formel-1-Saison 1957
Im folgenden Jahr 1957 fuhr auch Mike Hawthorn erneut für Ferrari. In dieser Zeit wurden die beiden enge Freunde. Beide kämpften in jenem Jahr mit dem Lancia-Ferrari gegen Fangio und Moss (Vanwall) um den Titel. Der Argentinier war aus Frustration über seine Behandlung bei Ferrari zu Maserati gewechselt und konnte die jüngeren Rivalen durch seine Erfahrung und die Verwendung des ausgereiften Maserati 250F in Schach halten.

### Einsätze in Ferrari-Sportwagen
Während seiner Verpflichtung bei Ferrari bestritt Collins auch erfolgreiche Einsätze auf Sportwagen von Ferrari. Ein zweiter Platz bei der Mille Miglia 1956 auf einem Ferrari 860 Monza, der Sieg beim 12-Stunden-Rennen von Sebring in Florida und der Erfolg bei dem 1000-km-Rennen von Buenos Aires mit einem Ferrari 250 zeigten den Erfolg dieser Einsätze.

## Tod beim Großen Preis auf dem Nürburgring 1958
Am Anfang der Formel-1-Saison 1958 war Peter Collins neben Hawthorn, Moss und Tony Brooks Titelaspirant. Ein Sieg bei seinem Heim-Grand-Prix in Silverstone machte zusätzliche Hoffnungen.
Zwei Wochen später, beim Großen Preis von Deutschland auf dem Nürburgring, kämpfte er mit seinem Ferrari gegen Brooks’ Vanwall um die Führung, als er in eine Rechtskurve ausgangs der „Pflanzgarten“-Senke einbog, die Kontrolle verlor und beim Überschlag in eine niedrige Böschung aus dem Cockpit geschleudert wurde, wo er mit einem Baum kollidierte.
Collins wurde mit einem Hubschrauber in ein Bonner Krankenhaus gebracht, wo er in der folgenden Nacht an seinen schweren Kopfverletzungen starb. Er hinterließ seine Ehefrau Louise King, eine gebürtige Amerikanerin, die er 1957 geheiratet hatte.

## Statistik

### Statistik in der Automobil-Weltmeisterschaft

#### Grand-Prix-Siege
- 1956  Großer Preis von Belgien (Spa-Francorchamps)
- 1956  Großer Preis von Frankreich (Reims)
- 1958  Großer Preis von Großbritannien (Silverstone)

#### Gesamtübersicht
| Saison | Team                      | Chassis                 | Motor           | Rennen | Siege | Zweiter | Dritter | Poles | schn. Rennrunden | Punkte | WM-Pos. |
| ------ | ------------------------- | ----------------------- | --------------- | ------ | ----- | ------- | ------- | ----- | ---------------- | ------ | ------- |
| 1952   | HW Motors                 | HWM 52                  | Alta 2.0 L4     | 4      | −     | −       | −       | −     | −                | −      | NC      |
| 1953   | HW Motors                 | HWM 53                  | Alta 2.5 L4     | 4      | −     | −       | −       | −     | −                | −      | NC      |
| 1954   | Vandervell Products Ltd.  | Vanwall Special         | Vanwall 2.5 L4  | 2      | −     | −       | −       | −     | −                | −      | NC      |
| 1955   | Owen Racing Organisation  | Maserati 250F           | Maserati 2.5 L6 | 1      | −     | −       | −       | −     | −                | −      | NC      |
| 1955   | Officine Alfieri Maserati | Maserati 250F           | Maserati 2.5 L6 | 1      | −     | −       | −       | −     | −                | −      | NC      |
| 1956   | Scuderia Ferrari          | Ferrari 555 Supersqualo | Ferrari 2.5 L4  | 1      | −     | −       | −       | −     | −                | 25     | 3.      |
| 1956   | Scuderia Ferrari          | Ferrari D50             | Ferrari 2.5 V8  | 6      | 2     | 3       | −       | −     | −                | 25     | 3.      |
| 1957   | Scuderia Ferrari          | Ferrari D50             | Ferrari 2.5 V8  | 1      | −     | −       | −       | −     | −                | 8      | 9.      |
| 1957   | Scuderia Ferrari          | Ferrari 801             | Ferrari 2.5 V8  | 5      | −     | −       | 2       | −     | −                | 8      | 9.      |
| 1958   | Scuderia Ferrari          | Ferrari Dino 246F1      | Ferrari 2.4 V6  | 7      | 1     | −       | 1       | −     | −                | 14     | 5.      |
| Gesamt | Gesamt                    | Gesamt                  | Gesamt          | 32     | 3     | 3       | 3       | −     | −                | 47     |         |

#### Einzelergebnisse
| Saison | 1   | 2   | 3   | 4   | 5   | 6   | 7   | 8   | 9 | 10 | 11 |
| ------ | --- | --- | --- | --- | --- | --- | --- | --- | - | -- | -- |
| 1952   |     |     |     |     |     |     |     |     |   |    |    |
| DNF    |     | DNF | 6   | DNF | DNS |     | DNQ |     |   |    |    |
| 1953   |     |     |     |     |     |     |     |     |   |    |    |
|        |     | 8   | DNF | 13  | DNF |     |     |     |   |    |    |
| 1954   |     |     |     |     |     |     |     |     |   |    |    |
|        |     |     |     | DNF |     |     | 7   | DNS |   |    |    |
| 1955   |     |     |     |     |     |     |     |     |   |    |    |
|        |     |     |     |     | DNF | DNF |     |     |   |    |    |
| 1956   |     |     |     |     |     |     |     |     |   |    |    |
| DNF    | 2   |     | 1   | 1   | 2   | DNF | 2   |     |   |    |    |
| 1957   |     |     |     |     |     |     |     |     |   |    |    |
| 6      | DNF |     | 3   | 4   | 3   |     | DNF |     |   |    |    |
| 1958   |     |     |     |     |     |     |     |     |   |    |    |
| DNF    | 3   | DNF |     | DNF | 5   | 1   | DNF |     |   |    |    |

| Legende  | Legende            | Legende                                                          |
| Farbe    | Abkürzung          | Bedeutung                                                        |
| -------- | ------------------ | ---------------------------------------------------------------- |
| Gold     | –                  | Sieg                                                             |
| Silber   | –                  | 2. Platz                                                         |
| Bronze   | –                  | 3. Platz                                                         |
| Grün     | –                  | Platzierung in den Punkten                                       |
| Blau     | –                  | Klassifiziert außerhalb der Punkteränge                          |
| Violett  | DNF                | Rennen nicht beendet (did not finish)                            |
| Violett  | NC                 | nicht klassifiziert (not classified)                             |
| Rot      | DNQ                | nicht qualifiziert (did not qualify)                             |
| Rot      | DNPQ               | in Vorqualifikation gescheitert (did not pre-qualify)            |
| Schwarz  | DSQ                | disqualifiziert (disqualified)                                   |
| Weiß     | DNS                | nicht am Start (did not start)                                   |
| Weiß     | WD                 | zurückgezogen (withdrawn)                                        |
| Hellblau | PO                 | nur am Training teilgenommen (practiced only)                    |
| Hellblau | TD                 | Freitags-Testfahrer (test driver)                                |
| ohne     | DNP                | nicht am Training teilgenommen (did not practice)                |
| ohne     | INJ                | verletzt oder krank (injured)                                    |
| ohne     | EX                 | ausgeschlossen (excluded)                                        |
| ohne     | DNA                | nicht erschienen (did not arrive)                                |
| ohne     | C                  | Rennen abgesagt (cancelled)                                      |
| ohne     | keine WM-Teilnahme |                                                                  |
| sonstige | P/fett             | Pole-Position                                                    |
| sonstige | 1/2/3/4/5/6/7/8    | Punktplatzierung im Sprint-/Qualifikationsrennen                 |
| sonstige | SR/kursiv          | Schnellste Rennrunde                                             |
| sonstige | *                  | nicht im Ziel, aufgrund der zurückgelegten Distanz aber gewertet |
| sonstige | ()                 | Streichresultate                                                 |
| sonstige | unterstrichen      | Führender in der Gesamtwertung                                   |

### Le-Mans-Ergebnisse
| Jahr | Team              | Fahrzeug                | Teamkollege      | Platzierung            | Ausfallgrund     |
| ---- | ----------------- | ----------------------- | ---------------- | ---------------------- | ---------------- |
| 1952 | Aston Martin Ltd. | Aston Martin DB3 Spyder | Lance Macklin    | Ausfall                | Unfall           |
| 1953 | Aston Martin Ltd. | Aston Martin DB3S       | Reginald Parnell | Ausfall                | Unfall           |
| 1954 | David Brown       | Aston Martin DB3S Coupe | Prinz Bira       | Ausfall                | Unfall           |
| 1955 | Aston Martin Ltd. | Aston Martin DB3S       | Paul Frère       | Rang 2 und Klassensieg |                  |
| 1956 | Aston Martin Ltd. | Aston Martin DB3S       | Stirling Moss    | Rang 2 und Klassensieg |                  |
| 1957 | Scuderia Ferrari  | Ferrari 335MM           | Phil Hill        | Ausfall                | Motorschaden     |
| 1958 | Scuderia Ferrari  | Ferrari 250TR 58        | Mike Hawthorn    | Ausfall                | Kupplungsschaden |

### Sebring-Ergebnisse
| Jahr | Team                    | Fahrzeug          | Teamkollege         | Platzierung | Ausfallgrund    |
| ---- | ----------------------- | ----------------- | ------------------- | ----------- | --------------- |
| 1953 | Aston Martin Ltd.       | Aston Martin DB3  | Geoffrey Duke       | Ausfall     | Unfall          |
| 1954 | Aston Martin Ltd.       | Aston Martin DB3S | Pat Griffith        | Ausfall     | Bremsen         |
| 1956 | David Brown & Sons Ltd. | Aston Martin DB3S | Stirling Moss       | Ausfall     | Getriebeschaden |
| 1957 | Ferrari Factory         | Ferrari 315 Sport | Maurice Trintignant | Rang 6      |                 |
| 1958 | Scuderia Ferrari        | Ferrari 250TR/58  | Phil Hill           | Gesamtsieg  |                 |

### Einzelergebnisse in der Sportwagen-Weltmeisterschaft
| Saison | Team                          | Rennwagen                                                           | 1   | 2   | 3   | 4   | 5   | 6   | 7   |
| ------ | ----------------------------- | ------------------------------------------------------------------- | --- | --- | --- | --- | --- | --- | --- |
| 1953   | Aston Martin                  | Aston Martin DB3 Aston Martin DB3S                                  | SEB | MIM | LEM | SPA | NÜR | RTT | CAP |
| 1953   | Aston Martin                  | Aston Martin DB3 Aston Martin DB3S                                  | DNF | 16  | DNF |     |     | 1   |     |
| 1954   | Aston Martin                  | Aston Martin DB3S                                                   | BUA | SEB | MIM | LEM | RTT | CAP |     |
| 1954   | Aston Martin                  | Aston Martin DB3S                                                   | 3   | DNF | DNF | DNF | DNF |     |     |
| 1955   | Aston Martin Daimler-Benz AG  | Aston Martin DB3S Mercedes-Benz 300SLR                              | BUA | SEB | MIM | LEM | RTT | TAR |     |
| 1955   | Aston Martin Daimler-Benz AG  | Aston Martin DB3S Mercedes-Benz 300SLR                              |     |     | DNF | 2   | DNF | 1   |     |
| 1956   | Scuderia Ferrari Aston Martin | Ferrari 410 Sport Aston Martin DB3S Ferrari 860 Monza Ferrari 290MM | BUA | SEB | MIM | NÜR | KRI |     |     |
| 1956   | Scuderia Ferrari Aston Martin | Ferrari 410 Sport Aston Martin DB3S Ferrari 860 Monza Ferrari 290MM | DNF | DNF | 2   | 5   | 2   |     |     |
| 1957   | Scuderia Ferrari              | Ferrari 290MM Ferrari 315S Ferrari 335S                             | BUA | SEB | MIM | NÜR | LEM | KRI | CAR |
| 1957   | Scuderia Ferrari              | Ferrari 290MM Ferrari 315S Ferrari 335S                             | 3   | 6   | DNF | 2   | DNF | 2   | 1   |
| 1958   | Scuderia Ferrari              | Ferrari 250TR                                                       | BUA | SEB | TAR | NÜR | LEM | RTT |     |
| 1958   | Scuderia Ferrari              | Ferrari 250TR                                                       | 1   | 1   | 4   | 2   | DNF |     |     |